# Moc (motorfietsmerk)
Moc is een historisch merk van wegrace-motorfietsen.
Philippe Moc verbouwde in 1977 twee Benelli zescilinders om voor Motobécane (Benelli-importeur voor Frankrijk) aan de Bol d'Or deel te nemen. 
De machines kregen een eigen frame en zes uitlaten die elk 1.52 m lang waren. Ze werden “spaghetti uitlaten” genoemd. De machines konden in de race niet overtuigen en verdwenen van het toneel. 